# Gostkowo (gromada w powiecie bytowskim)
Gostkowo (od 1 I 1958 Bytów) – dawna gromada, czyli najmniejsza jednostka podziału terytorialnego Polskiej Rzeczypospolitej Ludowej w latach 1954–1972.
Gromady, z gromadzkimi radami narodowymi (GRN) jako organami władzy najniższego stopnia na wsi, funkcjonowały od reformy reorganizującej administrację wiejską przeprowadzonej jesienią 1954 do momentu ich zniesienia z dniem 1 stycznia 1973, tym samym wypierając organizację gminną w latach 1954–1972.
Gromadę Gostkowo z siedzibą GRN w Gostkowie utworzono – jako jedną z 8759 gromad na obszarze Polski – w powiecie bytowskim w woj. koszalińskim na mocy uchwały nr 43/54 WRN w Koszalinie z dnia 5 października 1954. W skład jednostki weszły obszary dotychczasowych gromad Gostkowo i Dąbie oraz miejscowości Sarniak, Niedarzynko i Słupia z dotychczasowej gromady Pomysk Mały ze zniesionej gminy Pomysk Wielki w tymże powiecie. Dla gromady ustalono 9 członków gromadzkiej rady narodowej.
1 stycznia 1958 gromadę Gostkowo zniesiono przez przeniesienie siedziby GRN z Gostkowa do Bytowa i zmianę nazwy jednostki na gromada Bytów.